# Onifai
Onifai település Olaszországban, Szardínia régióban, Nuoro megyében. Lakosainak száma 703 fő (2023. január 1.). Onifai Irgoli, Siniscola, Galtellì és Orosei községekkel határos.

## Népesség
A település lakossága az elmúlt években az alábbi módon változott:
| Lakosok száma | 740  | 717  | 703  |
|               | 2017 | 2018 | 2023 |